# کیزو ناکانیشی
کیزو ناکانیشی (انگلیسی: Keizo Nakanishi؛ زادهٔ ۱۱ نوامبر ۱۹۶۴) خواننده-ترانه‌پرداز، خواننده، و آهنگساز اهل ژاپن است.